# Ptiliolum marginatum
Ptiliolum marginatum är en skalbaggsart som först beskrevs av Aubé 1850.  Ptiliolum marginatum ingår i släktet Ptiliolum, och familjen fjädervingar. Arten är reproducerande i Sverige.